# Michel Mossessian
Michel Mossessian, né le 11 novembre 1959, est un architecte français basé à Londres, au Royaume-Uni.

## Biographie

### Éducation
Michel Mossessian a obtenu son diplôme d'architecture à l'École nationale supérieure des beaux-arts UP no 8 (Paris-Belleville) où il a également étudié la philosophie sous l'enseignement de Jacques Derrida et Michel Foucault. Il a ensuite été invité à devenir un pensionnaire de la villa Médicis hors les murs et a étudié le design avancé à la Cooper Union School of Architecture de New York. Il a ensuite complété sa maîtrise d'architecture à la Harvard Graduate School of Design à Cambridge, Massachusetts, notamment avec les professeurs Raphael Moneo et Bill Mitchell, et a également étudié au MIT media Lab sur l'intelligence artificielle.

### Débuts comme architecte
Michel Mossessian a d'abord travaillé pour Skidmore, Owings & Merrill (SOM) en tant que Senior Designer dans leurs bureaux de Chicago et en tant que Design Director dans leurs bureaux londoniens. Avec son partenaire Senior Designer Larry Oltmanns, ils remportent le projet du nouveau siège de l'OTAN, qui sera achevé en 2017 à Bruxelles.

### Mossessian Architecture
En 2005, Michel Mossessian crée le cabinet d'architecture Mossessian & Partners, où il travaille en tant qu'architecte principal. Son premier projet à Londres sera le Carmine Building, 5 Merchant Square, un immeuble de bureaux de 15 étages au 5 Merchant Square. Dans le cadre du développement du Bassin de Paddington, le bâtiment fut couronnée en 2009 par le maire de la ville de Londres, Boris Johnson.
En 2010, Mossessian & Partners achèvent 3 bâtiments : le 5 Merchant Square (siège de Marks and Spencers) à Paddington à Londres ; le siège d'ExxonMobil à Shanghai en Chine et une résidence privée à Sorède, en France.
En 2011, l'agence remporte une compétition internationale pour le projet du renouvellement urbain de la Medina à Fès, au Maroc, désormais en construction.
En 2015, le cabinet est rebaptisé Mossessian Architecture. Depuis, Mossessian Architecture a conçu les 4 phases d'un projet de revitalisation à Doha (Msheireb), deux immeubles dans le centre de Londres à King's Cross, et a remporté la compétition internationale du Musée de la Foi Islamique à La Mecque, en Arabie saoudite.
En dehors de ces activités, Michel Mossessian enseigne et donne régulièrement des conférences aussi bien en école d'architecture que dans des institutions culturelles. Il est actuellement professeur invité à l'Imperial College London. Ses cours portent sur les effets de l'architecture sur le bien-être. Il organise également de nombreux événements pour promouvoir l'innovation et le développement de l'industrie.

## Philosophie
Michel Mossessian est réputé pour son approche d'avant-garde en matière d'innovation et de l'emploi des nouvelles technologies. Edwin Heathcote, le critique d'architecture du Financial Times, le décrit ainsi : « Très peu d'architectes sont capables de mêler l'architecture commerciale, séduisante et réductrice, du Chicago du milieu du XXe siècle à la finesse et au flair créatif du design européen contemporain — Mossessian est au premier rang de cette élite ».
Sa méthode originale de conception appelée la « Black Box » est à la base de tout projet qu'il conçoit et permet que le projet de départ se concrétise sous la forme d'une vision partagée.
Michel Mossessian est passionné par les spécificités culturelles locales et une architecture dont l'intérêt ne se limite pas à celui des immeubles eux-mêmes. Cette envie de créer une architecture culturellement responsable lui fait apprécier des organisations partageant cette vision, comme l'UNESCO ou le MCC.

## Réalisations principales
- Immeuble S1 à King’s Cross, Londres – en construction.
- Immeuble S2 à King's Cross, Londres – en construction.
- Place Lalla Yeddouna à Fès, au Maroc – en construction.
- Musheireb development à Doha, au Qatar – en construction
- 5 Merchant Square (Siège de Marks and Spencers), Londres – achevé en 2010
- Siège d'ExxonMobil Building à Shanghai, en Chine – achevé en 2010
- Exchange House, Londres, Royaume-Uni.
- 1 Fleet Place, Londres, Royaume-Uni – achevé en 1992
- Siège de l'OTAN à Bruxelles, en Belgique, avec Skidmore, Owings and Merrill
- Villa Olympica Barcelona à Barcelone, en Espagne, avec Skidmore, Owings and Merrill
- Broadgate à Londres, au Royaume-Uni, avec Skidmore, Owings and Merrill

## Distinctions

### 5 Merchant Square
- MIPIM Special Tribute to the Country of Honour, UK
- LEAF Commercial Building of the Year 2012[11]
- Runner up aux 2011 BCO Awards

### Place Lalla Yeddouna
- Vainqueur du 2014 AR Future Project Cultural Regeneration Award[12]
- Vainqueur des 2011 Holcim Awards, Urban Precinct Reconstruction & Rehabilitation[13]
- World Architecture Festival Cultural Regeneration Award 2013
- LEAF Best Future Building 2012[14]
- World Architecture Festival Cultural Regeneration 2011

### Msheireb Doha Qatar
- Vainqueur 2012 AR Future Projects Awards[15]
- Vainqueur en 2011 du AR Future Project Sustainability Award[16]
- World Architecture Festival Public Realm Award 2013
- World Architecture Festival Residential Award 2011

## Compétitions remportées
- 2016 : Makkah Museum, Jeddah, Saudi Arabia - 1° prix, achèvement estimé pour 2020
- 2014 : King’s Cross Argent, blocs S1 et S2 - 1° prix, achèvement estimé en 2018 et 2020
- 2013 : Stade la Coupe du Monde, Qatar.
- 2011 : Mushereib Heart of Doha, phase 4 - 1° prix, 4 buildings, achèvement en 2020
- 2011 : Place Lalla Yedouna, Fez - 1° prix , achèvement en 2017
- 2010 : Mushereib Heart of Doha, Qatar, phase 3 - 1° prix, super bloc T1, achèvement en 2018

## Galerie

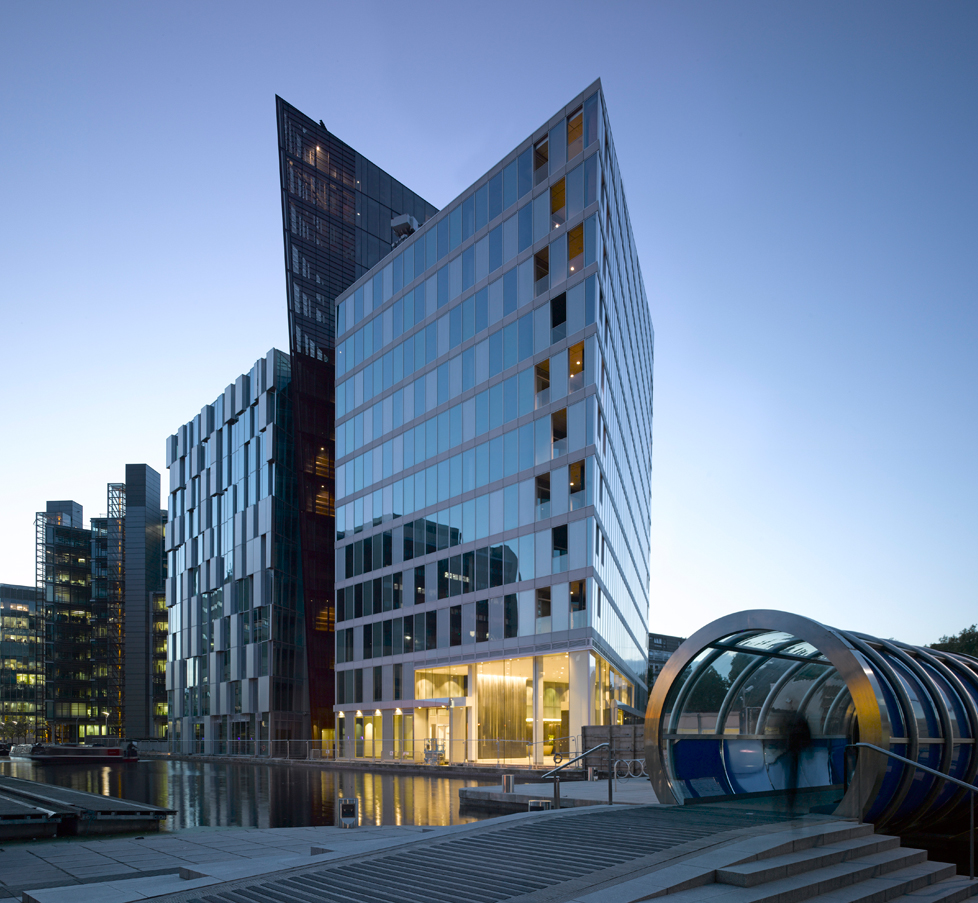
5 Merchant Square in Paddington Basin, London, UK
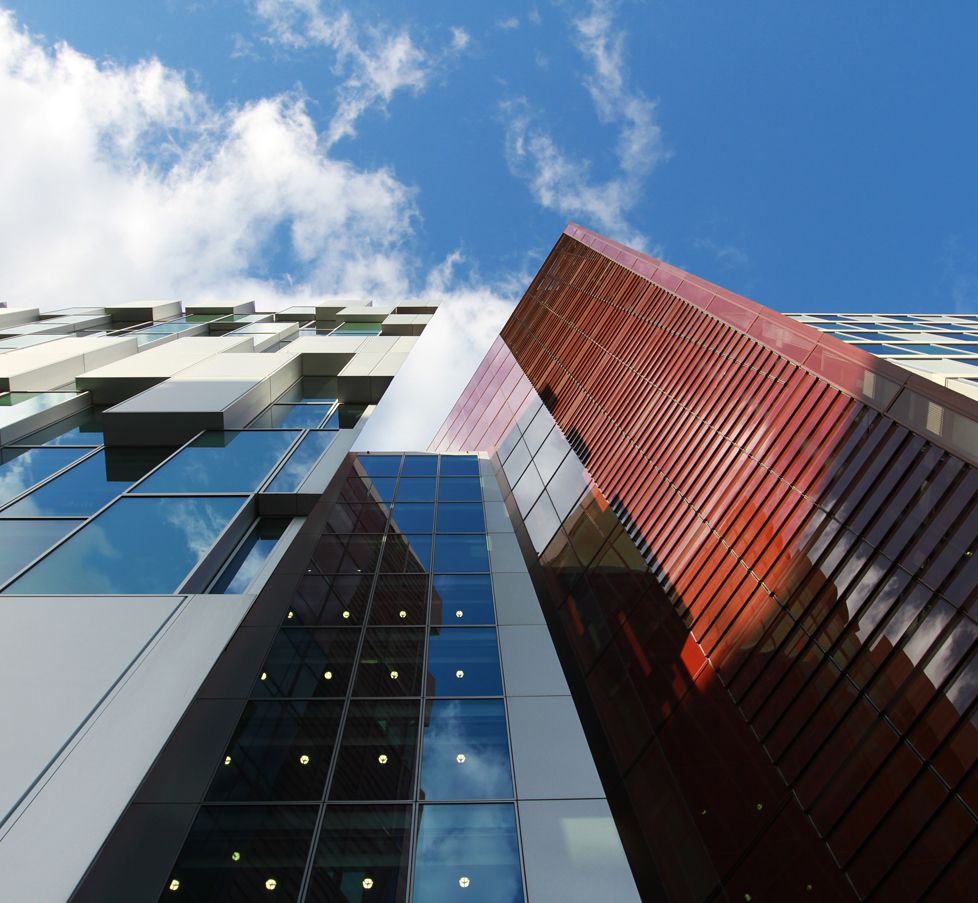
5 Merchant Square London, UK
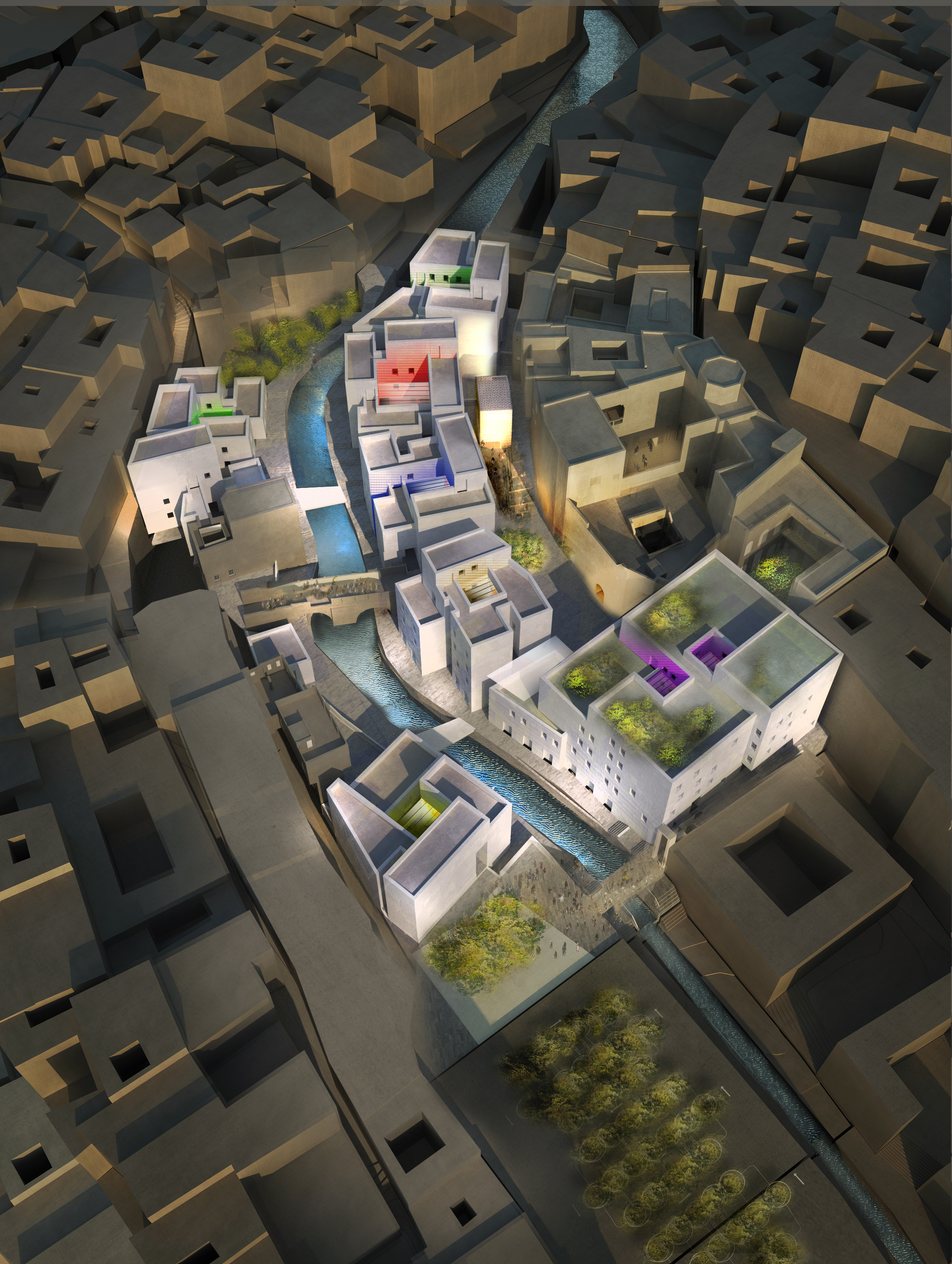
Place Lalla Yeddouna World Heritage Site, Medina de Fès, Maroc.
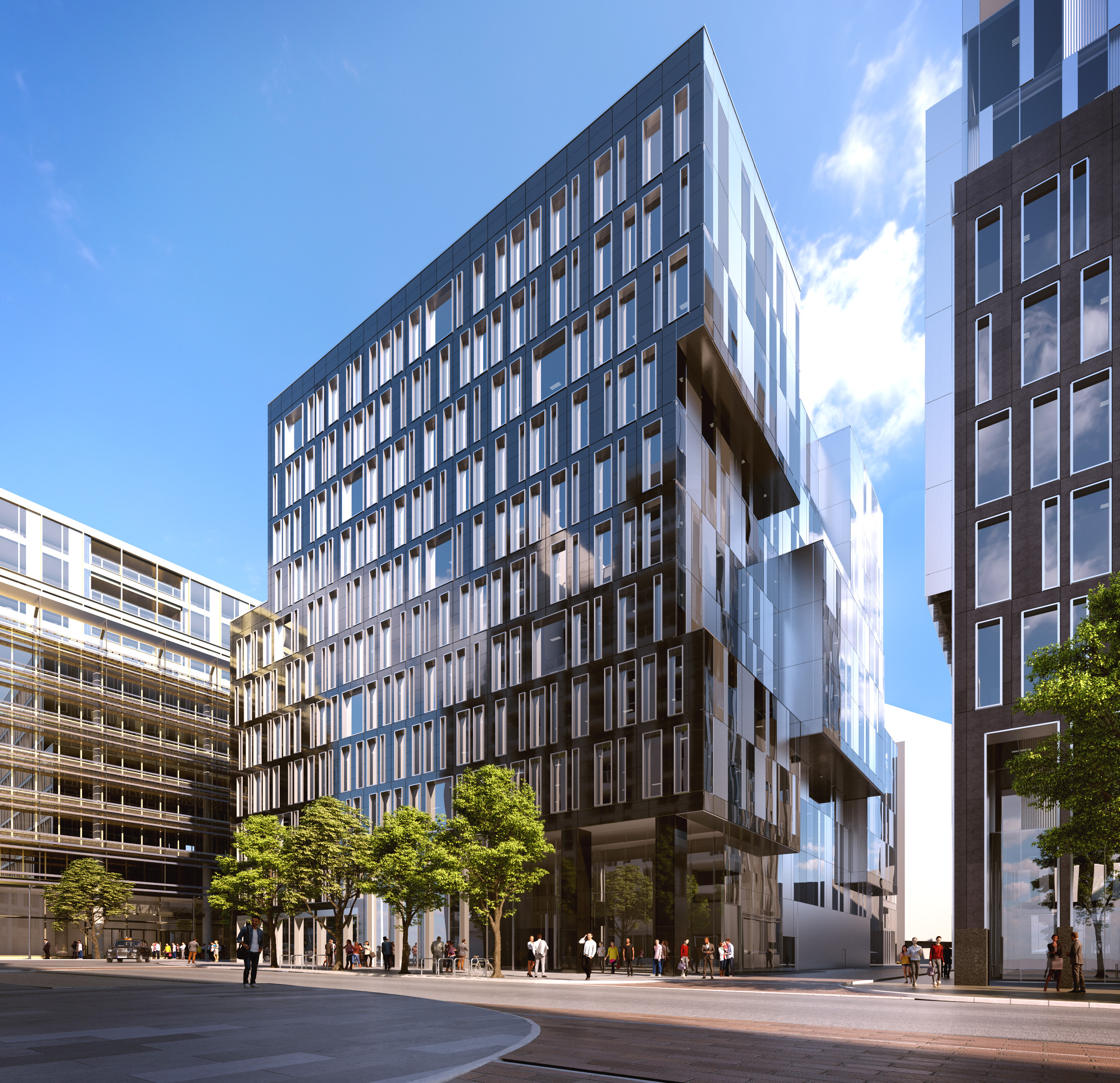
S1 Building, King's Cross, Londres, Royaume-Uni.
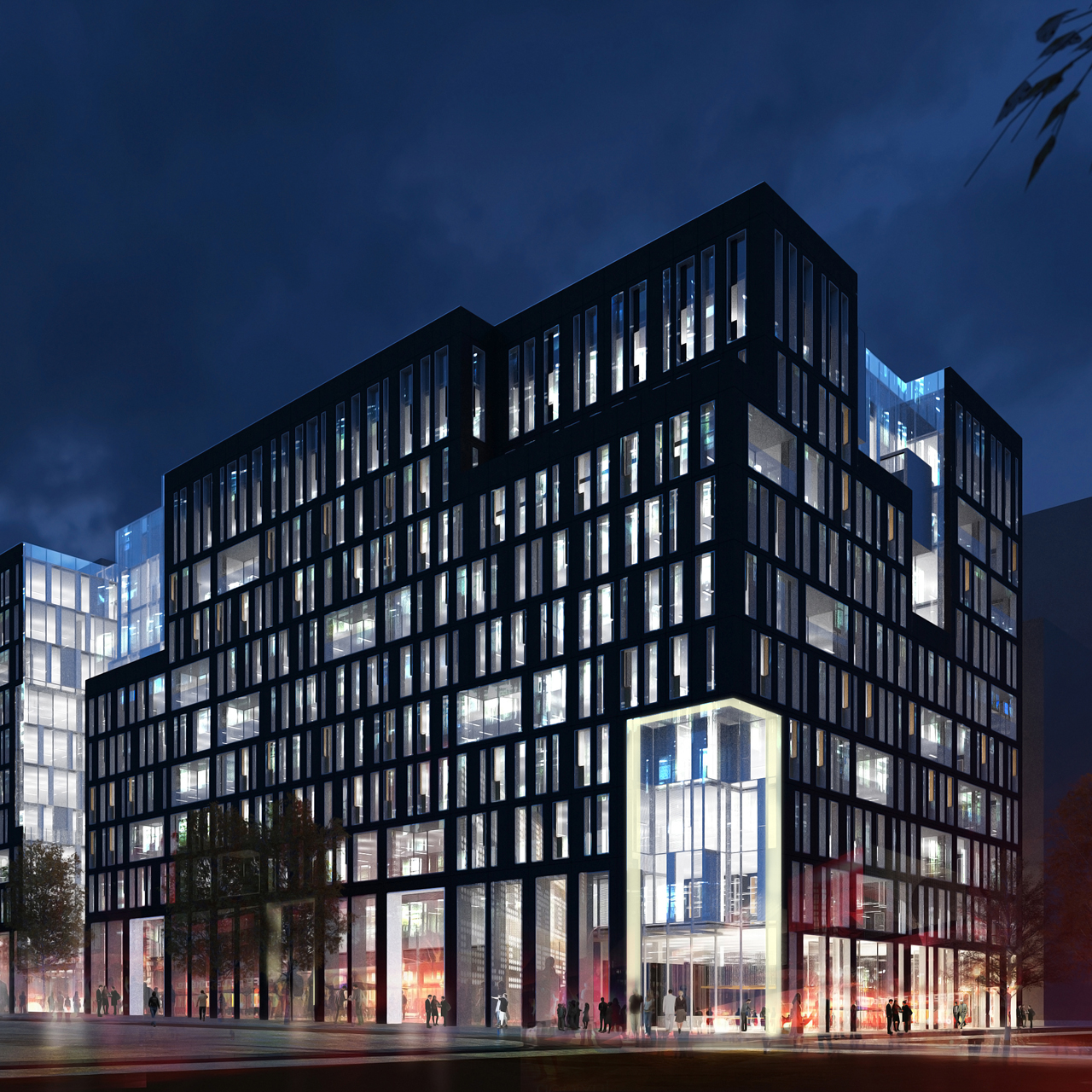
S2 Building, King's Cross, Londres, Royaume-Uni.
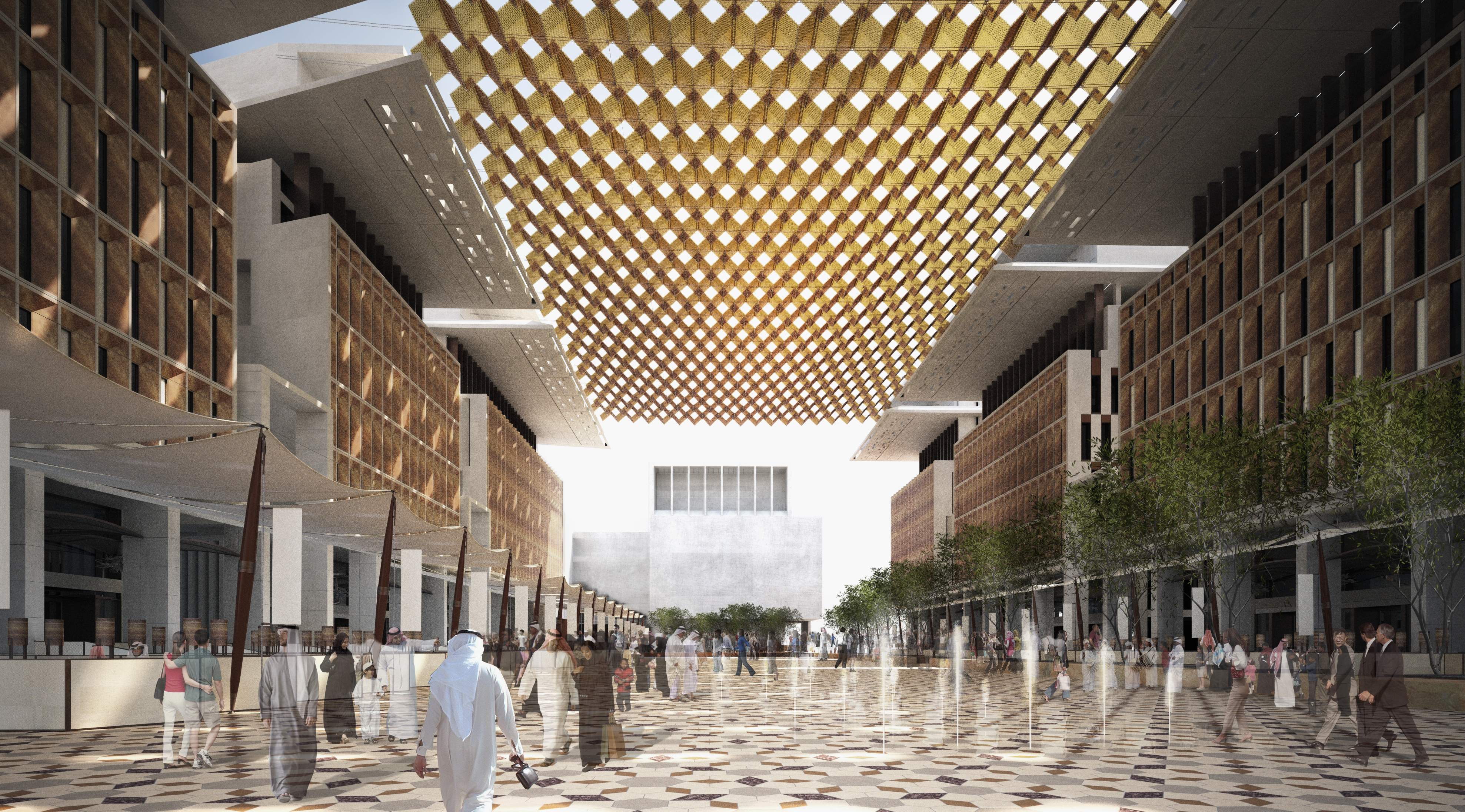
Msheireb Downtown Doha, Place Baharat, Doha, Qatar.
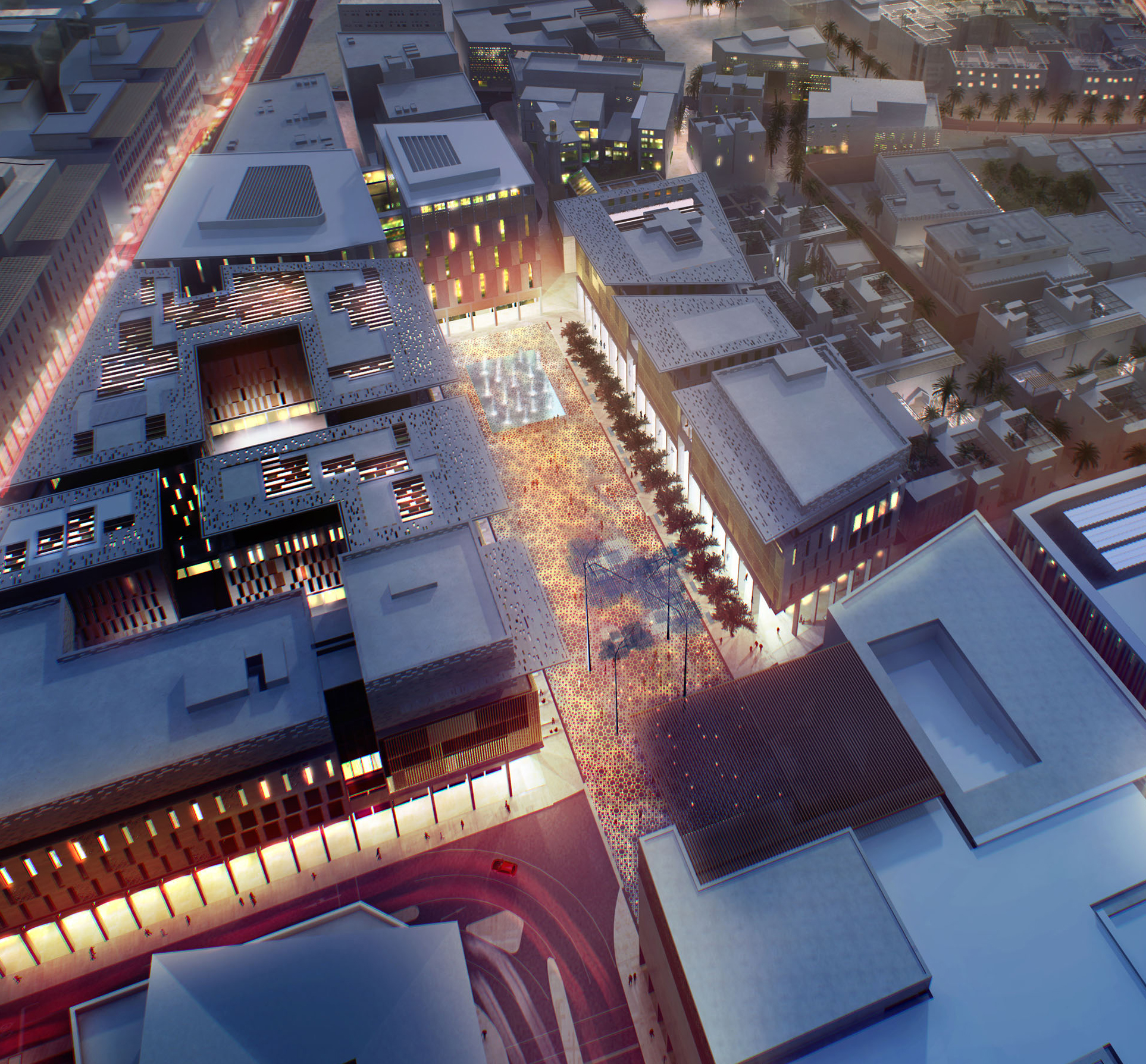
Msheireb Downtown, Doha Qatar.
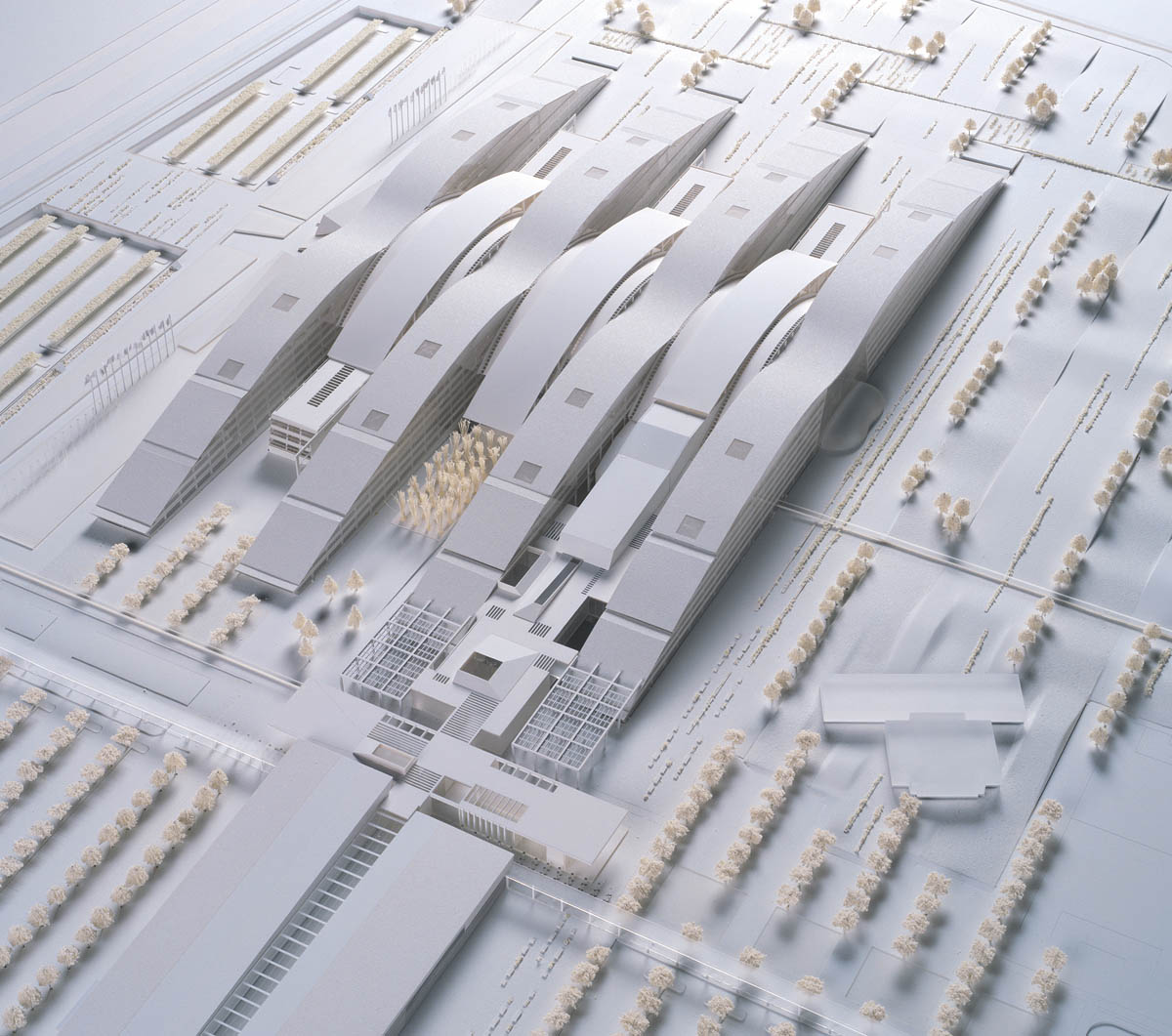
Siège de l'OTAN, Bruxelles, Belgique.